# Зелене Поле (Краматорський район)
Зеле́не По́ле — село Іллінівської сільської громади Краматорського району Донецької області, України.

## Загальні відомості
Відстань до центру громади становить близько 31 км і проходить автошляхом місцевого значення.
Село розкинулось у місці, де балка Півнева впадає до балки Ковалевої.

## Історична довідка
Село вперше згадується у довіднику 1936 року, як колонія Гюнталь Олександропільської сільської ради Горлівського району.
Ймовірно, у довіднику 1936 року припустилися помилки в назві, адже надалі колонія фігурує в усіх документах як Грюнталь (нім. Grüntal, дос. «Зелена долина»: від Grün — «зелений», + tal — «долина»).
У довіднику німецьких поселень колонія Грюнталь значиться як євангелістська.
Найближче до Зеленого Поля поселення євангелістів це колонія Баронівка, пізніше Роза Люксембург, а зараз - Баранівка. Євангелісти громади Остґейм з бердянських колоній заснували це поселення 1889 року. Мали тут власну церкву. У різні роки тут проживало мешканців: 149 (1911 рік), 144 (1919 рік), 348 (1926 рік), з яких 282 були німцями.
На мапах 1940-х років значиться як Грюнталь.
2 червня 1945 року, постановою обливиконкому про перейменування німецьких населених пунктів у Дзержинському районі, хутір Грюнталь Олександропільської сільської ради перейменовують у хутір Зелене Поле.
Дзержинський район був утворений 25 червня 1936 року, який частково виділили з колишнього Горлівського.
22 жовтня 1980 року повторно була утворена Тарасівська сільрада з центром в селі Тарасівка. Їй у підпорядкування перейшли також Новооленівка, Водяне Друге, Березівка, Олександропіль та Зелене Поле.

## Населення
За даними перепису 2001 року населення села становило 29 осіб, із них 75,86 % зазначили рідною мову українську, 17,24 % — російську та 6,9 % — білоруську мову.

## Вулиці
В селі тільки одна вулиця Харківська.